# Keith Houchen
Keith Morton Houchen (født 25. juli 1960) er en engelsk tidligere professionel fodboldspiller og fodbodltræner. Han spillede angriber og scorede 184 i 687 ligakampe og landskampe.
Han begyndte sin professionelle karriere i Hartlepool United i februar 1978, efter han ikke formåede at få kontrakt med Chesterfield. Han blev trænet af Billy Horner og blev en stærk center-angriber, der brugt sin naturlige styrke til at beholde bolden i angrebspositionen. Finansielle problemer fik klubben til at sælge ham til Leyton Orient for £25.000 marts 1982. Efter han ikke havde imponeret i London i to år blev han flyttet til York City for £15.000 i marts 1984. Han spillede syv kampe på klubbens fjerdedivisions-hold, der vandt i sæsonen 1983-84, før han flyttede videre til Scunthorpe United for £40.000 i marts 1986. Han blev ikke i klubben og var heldig nok til at blive solgt videre for £60.000 til Coventry City og rykkede derved også tre divisioner op til førstedivisionen.
Selvom han aldrig blev en profileret spiller hos "Sky Blues" scorede han en spektakulært mål i FA Cup Finalen 1987 på Wembley, som gav ham Match of the Days Goal of the Season. Han var med på 1987 FA Charity Shield, men var ikke med på det første holdbillede fra Highfield Road, og i marts 1989 kom han med i Scottish Premier Division på holdet Hibernian for £325.000. Han vendte tilbage til England i august 1991, da han blev solgt til Port Vale for £100.000. Efter en uoverensstemmelse med træneren John Rudge vendte han tilbage til Hartlepool i juni 1993. Han blev udnævnt som træner i april 1995, og havde en hår periode i Victoria Park, og han forlod klubben i november 1996. Han blev senere trænet på Middlesbrough Academy og gik ind i ejendomsmarkedet.